# Enceinte de Binche
L'enceinte de Binche est un ancien ensemble de fortifications qui protégeait la ville de Binche, aujourd'hui monument d'architecture militaire de Belgique repris sur la liste du patrimoine immobilier exceptionnel de la Wallonie.
Flanquée de 25 tours, la plus grande partie de cette impressionnante enceinte est demeurée intacte en dépit des avatars de la ville.

## Historique

### Première enceinte duXIIesiècle
Une première enceinte est construite à Binche au XIIe siècle en moellons de grès et schiste local par le comte de Hainaut Baudouin IV dit « Baudouin le bâtisseur » . Ces premiers remparts occupent la partie sud de l'enceinte actuelle. La partie nord de ces remparts initiaux passait une cinquante de mètres au nord de la Grand-Place où se dressait la porte saint-Michel et suivait plus ou moins les actuelles rues de la Biche, des Trois Escabelles et de la Gaieté. Ces remparts avaient une longueur d'environ 1 350 m et protégeaient une superficie d'environ 10,7 ha  Cette enceinte est déjà édifiée en pierre. Elle est complétée de levées de terre et d’ouvrages en bois tels que des hourds.

### Seconde enceinte duXIVesiècle
Au XIVe siècle, la muraille est agrandie vers le Nord, portant la longueur des remparts à 2 126 m. Les remparts comptent alors 30 tours de ronde et 5 (ou 6) portes de type « tour-porte » .Le vieux tracé sud est remanié et rehaussé. Cette nouvelle muraille nord qui supprime la précédente augmente de façon significative la superficie de la ville intra muros qui passe à environ 22 ha. La majeure partie de cette extension pose ses fondations sur des terrains instables voire marécageux. Aussi, les bâtisseurs construisent des murs sur arcades, qui assurent stabilité et économie de matériaux, et qui sont accostés de hautes levées de terre à l’intérieur et à l’extérieur de l’enceinte.
En juillet 1554,  le roi de France Henri II permit à ses bandes de mettre le feu à Binche sans épargner le palais, mais les remparts ne furent pas détruits.
Tous les murs visibles actuellement ne sont pas d'époque: il faut prendre en considération les sièges subis, les destructions et reconstructions, les réaménagements parfois peu pertinents.

## Description
François Bouquiaux écrit: 
«  L'enceinte actuelle s'étend sur plus de 2.100 mètres, enfermant 22 hectares avec vingt-six tours subsistantes. La hauteur de la muraille varie de 7 à 12 mètres et la largeur des chemins de ronde de 3 à 10 mètres. Les défenses naturelles au sud et à l'ouest sont constituées par le cours de la  Samme. Le facteur déterminant pour l'édification de la première enceinte est la présence d'un éperon rocheux très escarpé au sud. Tout le tracé de la première enceinte peut reposer sur un socle rocheux. La deuxième enceinte déborde la zone rocheuse et doit utiliser la technique de la muraille sur arcades. »
Dans son état actuel, la fortification n’a perdu que 300 mètres de tracé, 5 tours et ses portes. Environ 86 % du rempart médiéval sont donc encore debout. Quelques pans de murs de l’enceinte (sud) du XIIe siècle sont encore conservés. Ceux-ci sont reconnaissables par l’emploi exclusif de la roche locale, un grès schisteux, différent du grès de Bray et du calcaire utilisés pour la seconde enceinte.
Côté nord, les remparts étaient clos par la Porte de Bruxelles aujourd'hui disparue (étranglement entre rue de Bruxelles et avenue Ch. Deliège). Les remparts se poursuivent vers l'est en parallèle avec la rue des Pastures et la rue Carlo-Mahy et six tours. Deux de ses tours présentent une innovation particulière à Binche : trois archères droites apparaissent à mi-hauteur des tours.
Après la porte Saint-Paul, l'enceinte a un tracé erratique correspondant aux difficultés du terrain. Le rempart longe la rue du Faubourg Saint-Paul et son prolongement au sud présente  des tours rondes tangente aux courtines. Ces tours étaient d'un seul tenant, sans meurtrières et remplies de terre presque sur toute la hauteur. La coupole de la tour est donc très élevée. L'enceinte se poursuit en suivant la rue de la Fontaine-de-Jouvence. Puis vient la Porte du Posty. Le rempart du Posty  possède un morceau de muraille reposant sur la roche. Les remparts sont la propriété de la Ville de Binche et constituent un patrimoine unique en Région wallonne.

## Galerie

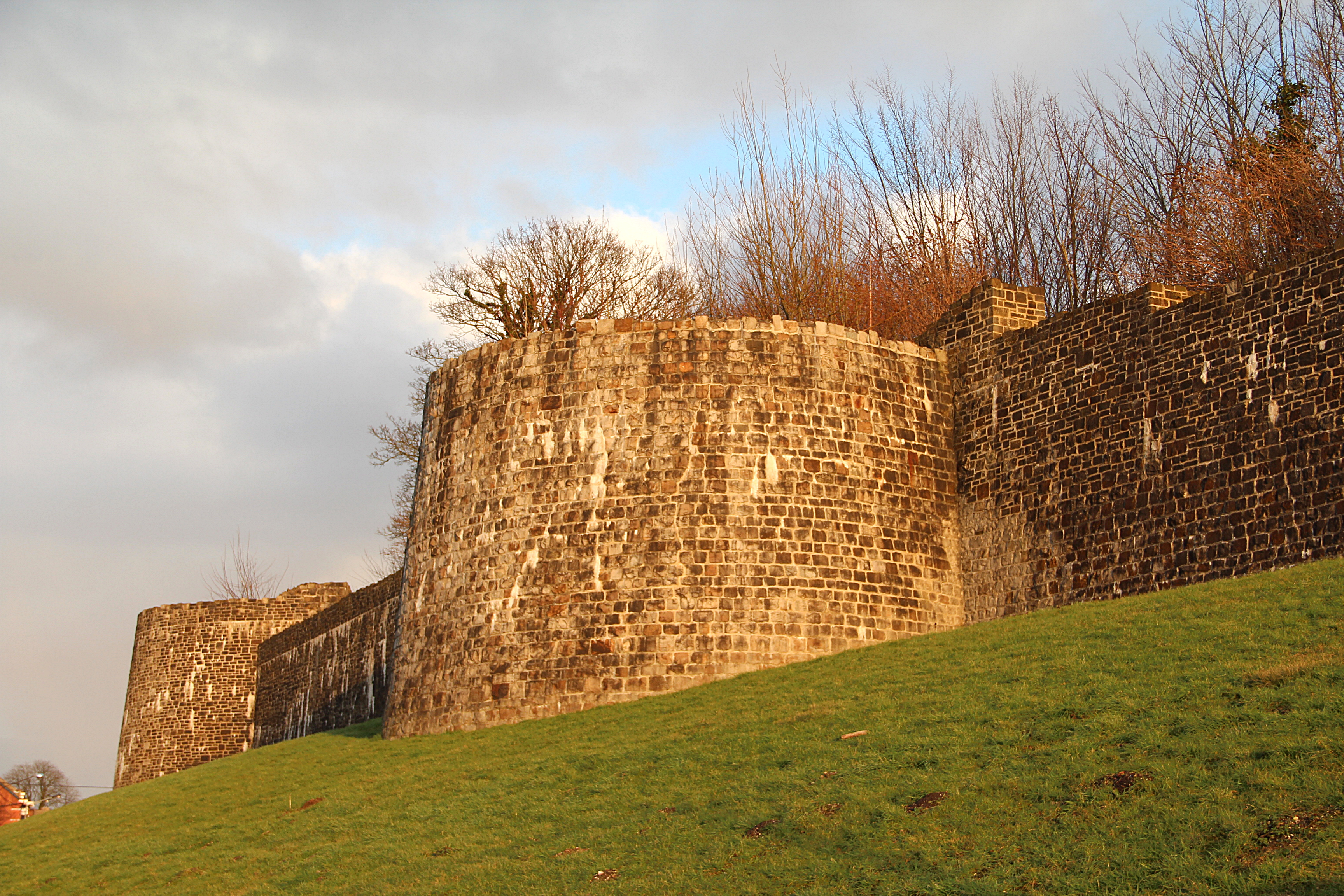
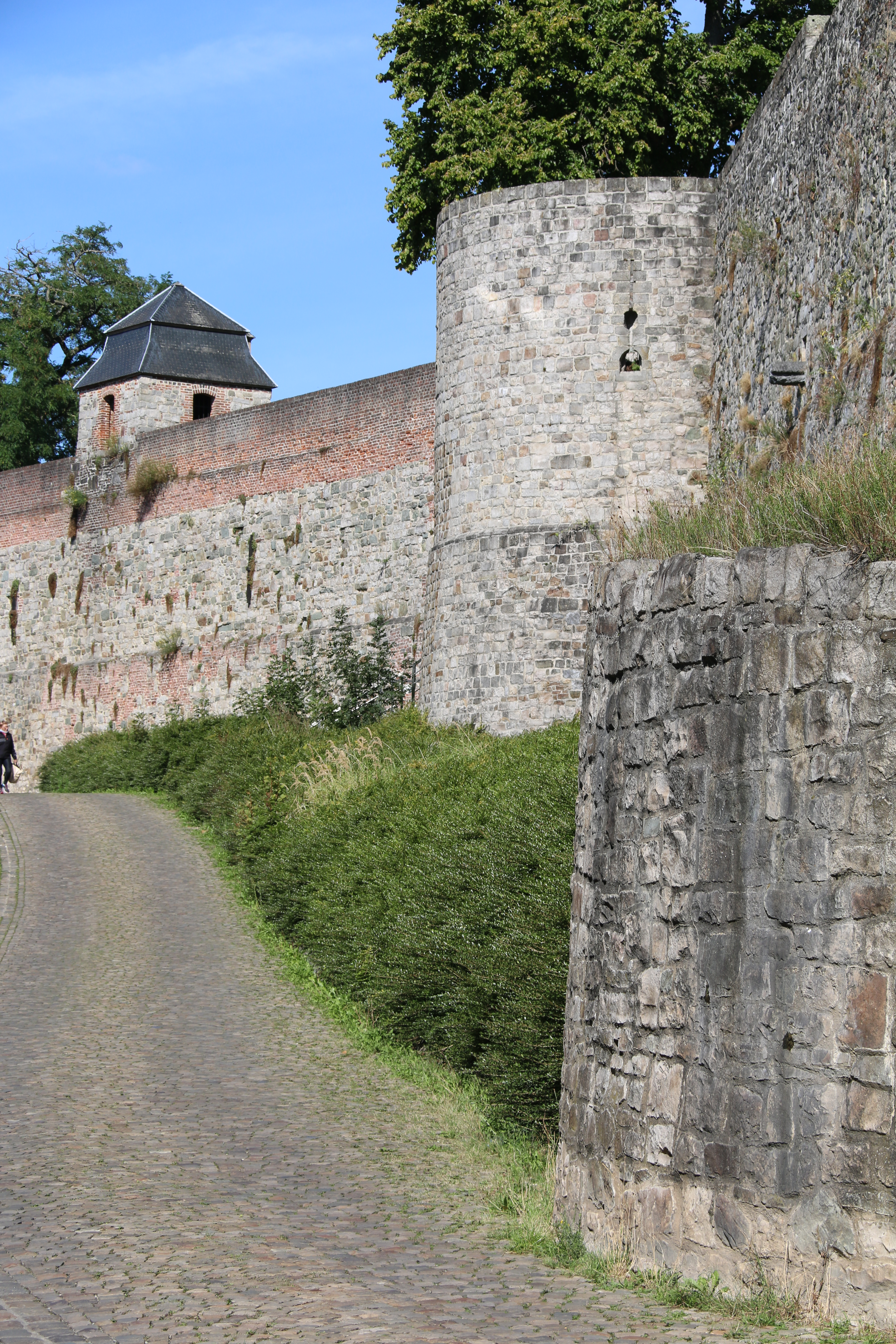
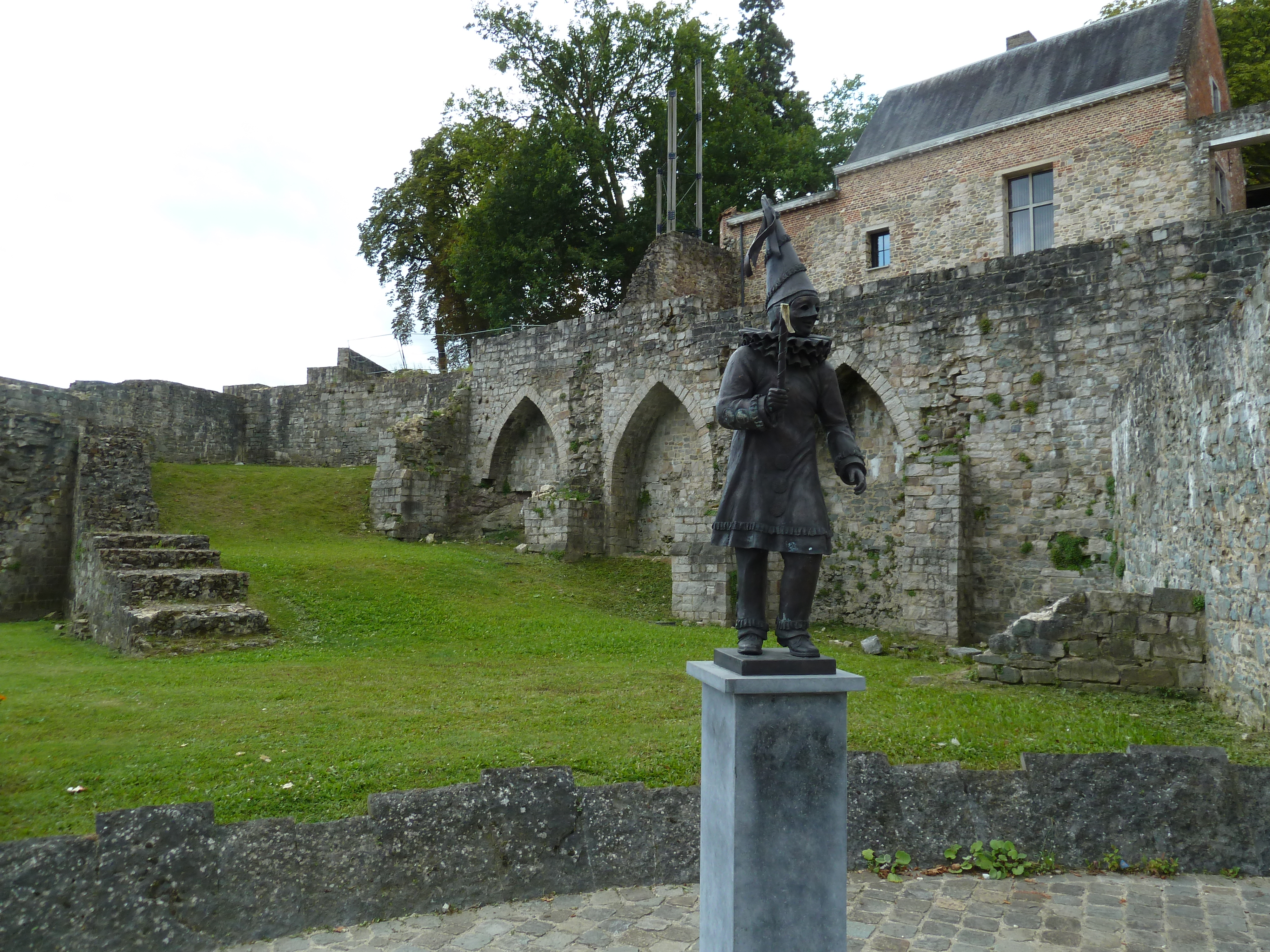
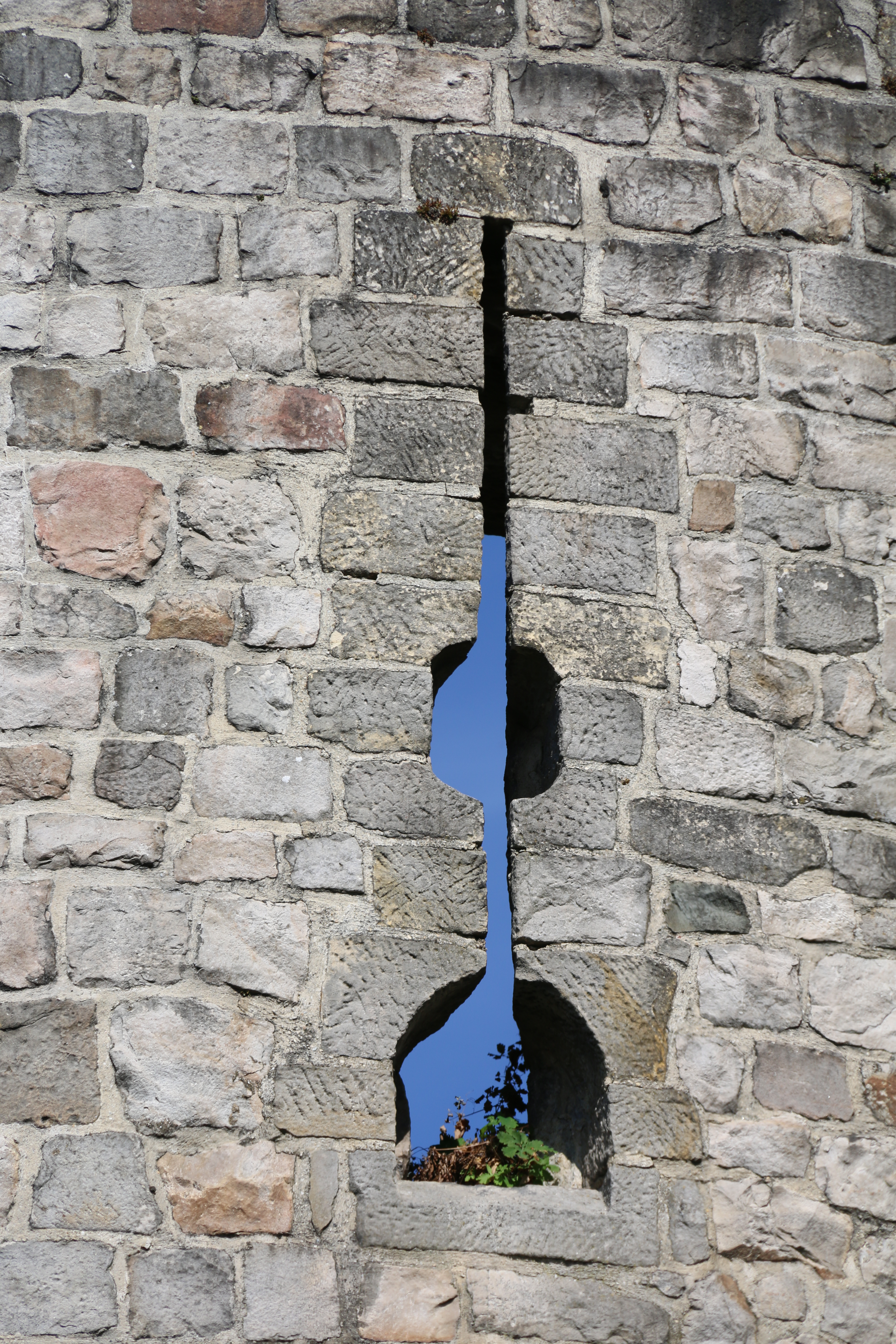
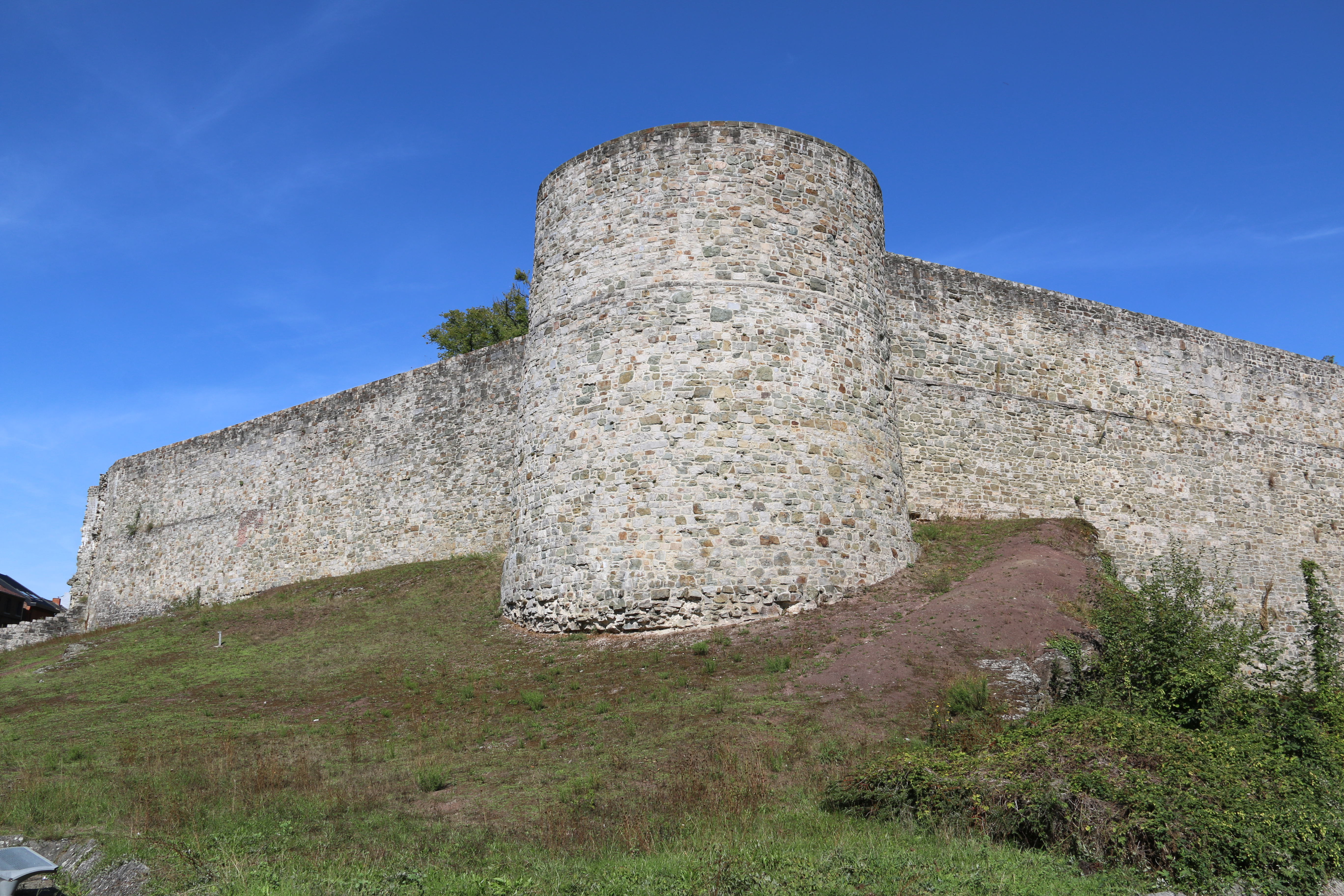